# Walter Boyd (football)
Pour les articles homonymes, voir Walter Boyd (homonymie) et Boyd.
Walter Boyd est un footballeur jamaïcain, né le 1er janvier 1972 à Kingston, Jamaïque. Évoluant au poste d'avant-centre, il est principalement connu pour ses saisons en Football League à Swansea City ainsi que pour avoir été sélectionné en équipe de Jamaïque.
Il est célèbre aussi pour détenir, avec Keith Gillespie, le record de l'expulsion la plus rapide en tant que remplaçant, après 0 seconde de jeu. Il est en effet expulsé, le 12 mars 2000, tout de suite après son entrée sur le terrain pour Swansea City, avant même que le jeu ne reprenne, pour avoir poussé un adversaire.

## Biographie

### Carrière de joueur
Natif de Kingston, il commence sa carrière aux États-Unis, en American Professional Soccer League avec les Colorado Foxes (en). Il joue ensuite pour l'équipe jamaïcaine d'Arnett Gardens. Sa carrière n'atteint une véritable exposition internationale que lors de son passage en Football League, de 1999 à 2001, lorsqu'il joue à Swansea City. La suite de sa carrière se déroule en Jamaïque, de nouveau à Arnett Gardens puis à Constant Spring (en) et à Naggo Head (en). Il finit sa carrière avec un troisième passage à Arnett Gardens. Il était surnommé Blacka Pearl ou The Pearl.

### Carrière internationale
De 1991 à 2001, il joue pour l'équipe de Jamaïque. Il est sélectionné à 66 reprises pour les Reggae Boyz pour 19 buts inscrits. Il joue notamment la Gold Cup 1991, la Gold Cup 1993 ainsi que la Coupe du monde 1998 en France, rentrant comme remplaçant pour les trois matches de groupe de son équipe.
Sa dernière sélection a lieu en juillet 2001 pour un match amical contre Saint-Kitts-et-Nevis.